# Wilhelm Nowack (teolog)
Wilhelm Nowack, född den 3 mars 1850 i Berlin, död den 25 maj 1928 i Leipzig, var en tysk protestantisk teolog.
Nowack habiliterade sig 1875 i sin hemstads teologiska fakultet. Efter en tids prästtjänst blev han 1880 extra ordinarie professor i teologi vid Berlins universitet och 1881 ordinarie professor i Strassburg. 
Av hans publikationer kan nämnas: Die Bedeutung des Hieronymus für die alttestamentliche Textkritik (Göttingen 1875), Die assyrisch-babylonischen Keilinschriften und das Alte Testament (Berlin 1878), Der Prophet Hosea erklärt (samma plats 1880) och Lehrbuch der hebräischen Archäologie (Freiburg 1894, 2 band). 
För den av honom utgivna Handkommentar zum Alten Testament (Göttingen 1892 ff.) skrev Nowack om de mindre profeterna (2:a upplaga 1897), Domarboken och Rut (1900) och första Samuelsboken och andra Samuelsboken (1902). 
Dessutom bearbetade han den andra upplagan av Bertheaus kommentar till Ordspråksboken och av Hitzigs kommentar till Predikaren (Leipzig 1883) liksom den tredje upplagan av Hupfelds kommentar till Psaltaren (Gotha 1888).